# اردوگاه زرگویز

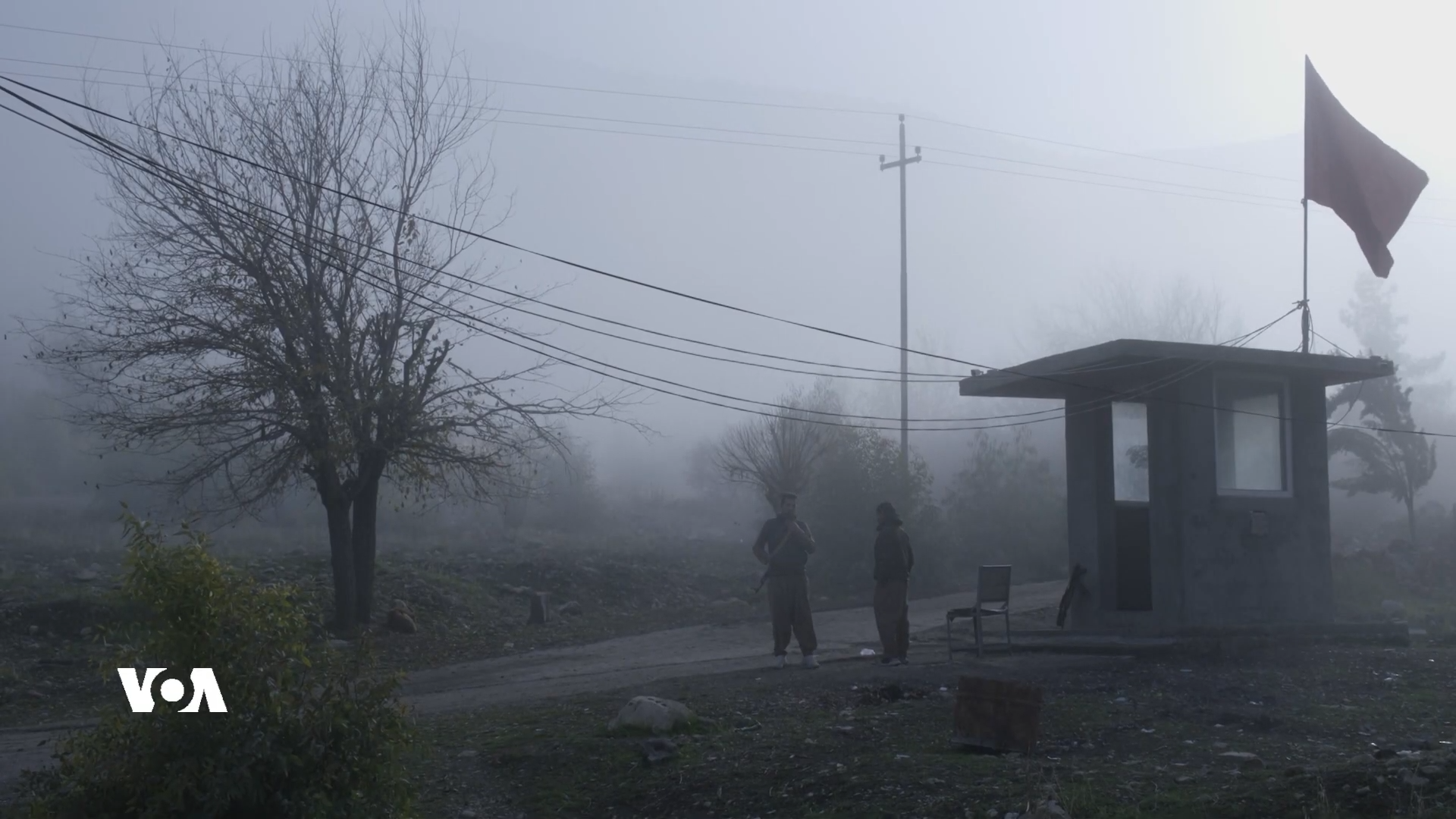
نمایی از اردوگاه نظامی زرگویز در سال ۲۰۲۳

اردوگاه زرگویز (به کُردی: زڕگوێز) اردوگاهی است که کادرهای سیاسی حزب کمونیست ایران، کومله سازمان کردستان حزب کمونیست ایران و نیز حزب کومله کردستان ایران در آنجا مستقر هستند. به ادعای صدای آمریکا افراد مستقر در این کمپ عمدتاً غیرنظامی هستند. 
مقر مرکزی کومله سازمان کردستان حزب کمونیست ایران در این اردوگاه واقع شده‌است. 

## موقعیت
اردوگاه زرگویز در نزدیکی روستای زرگویز واقع در ناحیۀ تانجه‌رو، شهرستان سلیمانیه، استان سلیمانیه در اقلیم کردستان عراق قرار دارد.

## حملات به اردوگاه
- روز چهارشنبه ۶ مهر ۱۴۰۱ سپاه پاسداران انقلاب اسلامی در جریان حمله به مواضع گروه‌های سیاسی کُرد مخالف جمهوری اسلامی ایران در اقلیم کردستان عراق اردوگاه زرگویز را هدف حملات توپخانه‌ای و پهپادی خود قرار داد. طی این حملات مقر دو بخش حزب کومله هدف حملات پهپادی قرار گرفت که خسارت جانی در پی نداشت ولی با خسارات مالی همراه بود.[۱][۶]
- صبح روز ۲۳ آبان ۱۴۰۱ ساعت ۸:۳۰ سپاه پاسداران انقلاب اسلامی در جریان حملات خود به مواضع احزاب کردستانی پایگاه حزب کومله  کردستان در اردوگاه زرگویز را هدف حملات موشکی خود قرار دارد.[۷]
- در ساعات اولیۀ روز دوشنبه ۳۰ آبان ۱۴۰۱ نیروی زمینی سپاه پاسداران انقلاب اسلامی به توپ‌باران روستا و اردوگاه زرگویز پرداخت.[۸]